# Nyikolaj Pavlovics Korolkov
Nyikolaj Pavlovics Korolkov, oroszul: Николай Павлович Корольков (Rosztov, 1946. november 28. – 2024. július 5.) olimpiai bajnok és ezüstérmes szovjet válogatott orosz lovas, díjugrató.

## Pályafutása
Az 1980-as moszkvai olimpiát a Szovjetunió afganisztáni bevonulása miatt (1979. december 26.) a nyugati államok bojkottálták, így a lovas versenyeket szinte minden esélyes versenyző kihagyta.
Korolkov díjugratás egyéniben ezüst-, csapatversenyben aranyérmes lett társaival Vjacseszlav Csukanovval, Viktor Poganovszkijjel és Viktor Aszmajevvel. 1972–1981 között öt szovjet bajnoki címet szerzett.

## Sikerei, díjai
- Olimpiai játékok – díjugratás
  - aranyérmes: 1980, Moszkva (csapat)
  - ezüstérmes: 1980, Moszkva (egyéni)
- Szovjet bajnokság
  - bajnok (5): 1972, 1973, 1977, 1980, 1981